# Hulin
Hulin is een stad in de provincie Heilongjiang van China. Hulin is gelegen in de prefectuur Jixi en telt 152.353 inwoners (1999). Hulin is ook een arrondissement. 